# Mareanivka, Kazanka
Mareanivka (în ucraineană Мар'янівка) este un sat în comuna Lahodivka din raionul Kazanka, regiunea Mîkolaiiv, Ucraina.

## Demografie
Componența lingvistică a localității Mareanivka
     Ucraineană (92,95%)
     Rusă (3,85%)
     Română (2,56%)
     Alte limbi (0,64%)
Conform recensământului din 2001, majoritatea populației localității Mareanivka era vorbitoare de ucraineană (92,95%), existând în minoritate și vorbitori de rusă (3,85%) și română (2,56%).